# Edgar Wunder
Edgar Wunder (* 31. Oktober 1969 in Nürnberg) ist ein deutscher Sozialwissenschaftler, Geograph und Politiker (Die Linke).

## Leben
Wunder studierte an der Ruprecht-Karls-Universität Heidelberg Soziologie, Politikwissenschaft, Psychologie, Geographie und Geologie und schloss 1999 mit einer Magisterarbeit zu einem familien- und religionssoziologischen Thema ab. 2004 promovierte er mit „summa cum laude“ zum Thema „Religion in der postkonfessionellen Gesellschaft“, einer Studie zu Säkularisierungsprozessen und religiösem Wandel in der Moderne. Daraufhin war er an der Universität Heidelberg, der Ruhr-Universität Bochum, der Goethe-Universität Frankfurt/Main, der Friedrich Schiller-Universität Jena und der Karl-Franzens-Universität Graz in Forschung und Lehre tätig. Von 2021 bis 2025 war er wissenschaftlicher Referent am
Sozialwissenschaftlichen Institut der EKD in Hannover und dort für die Koordination von Kirchenmitgliedschaftsuntersuchungen als repräsentativen Bevölkerungsumfragen zuständig. Seit 2025 arbeitet er im Referat für Strategische Planung des EKD-Kirchenamts für die Evangelische Kirche in Deutschland.
Edgar Wunder lebt in Langenhagen bei Hannover, ist verheiratet und hat zwei Kinder.

## Forschung
Wunders Arbeiten als Sozialwissenschaftler konzentrieren sich auf drei Schwerpunkte:
- Konflikte zwischen orthodoxen und heterodoxen Systemen des Wissens in Wissenschaft und Religion (vgl. Buch „Clashes of Knowledge“). Als sozialwissenschaftliche Studien zu nicht oder schwach institutionalisierten Sozialformen von Religion hat er unter anderem Bücher zum Astrologie- und zum UFO-Glauben veröffentlicht. Er war von 2005 bis 2024 Sprecher des Arbeitskreises Religionsgeographie der Deutschen Gesellschaft für Geographie[4] und forscht im Bereich der Religionssoziologie.[5]
- Räumliche Verteilung und Dynamik sozialer Ungleichheit, insbesondere innerhalb von Städten, im Rahmen von Studien zur Stadt- und Regionalentwicklung.[6][7]
- Demokratiequalität und Bürgerbeteiligung unter besonderer Berücksichtigung direktdemokratischer Instrumente[8][9][10]. Er ist u. a. Autor des „Bürger-Handbuchs zur erfolgreichen Durchführung von Bürgerbegehren und Bürgerentscheiden“.[11]

Eine größere Zahl naturwissenschaftlich-astronomischer Forschungsarbeiten hat Wunder veröffentlicht, vor allem zu pulsationsveränderlichen Sternen. Der Kleinplanet (3825) „Nürnberg“ wurde auf Initiative von Wunder nach seinem Geburtsort benannt.

## Anomalistik
Wunder gehörte 1987 zu den Gründern der Gesellschaft zur wissenschaftlichen Untersuchung von Parawissenschaften (GWUP) und war bis 1998 Redaktionsleiter der GWUP-Zeitschrift Der Skeptiker. 1999 trat er wegen zunehmender Differenzen aus der GWUP aus, die er im Aufsatz Das Skeptiker-Syndrom darlegte. Seitdem tritt er als Kritiker der GWUP und der Skeptikerbewegung auf.
1999 gründete er die Gesellschaft für Anomalistik (GfA), deren Vorstand er bis 2019 angehörte, bis 2010 auch als Redaktionsleiter der Zeitschrift für Anomalistik.
Er ist ein in den Medien häufig zitierter kritischer Experte zu den Thema Anomalistik, Aberglaube und Esoterik.

## Politik
Wunder trat 2005 der WASG bei und war von 2009 bis 2024 Kreisrat im Rhein-Neckar-Kreis und Fraktionsvorsitzender der Linken im Kreistag sowie Gemeinderat in Edingen-Neckarhausen. Er gehörte von 2009 bis 2015 dem Landesvorstand der Partei Die Linke Baden-Württemberg an und wurde von 2010 bis 2013 in das Präsidium des Bundesparteitags der Linken gewählt.
Seit 2011 gehört Edgar Wunder dem Landesvorstand von Mehr Demokratie e. V. in Baden-Württemberg an, seit 2015 als Landesvorsitzender.
Er koordinierte den ersten Bürgerentscheid in Heidelberg, mit dem 2008 eine geplante Privatisierung städtischer Sozialwohnungen verhindert wurde. Dafür wurde er mit der Demokratierose 2009 ausgezeichnet, einem Preis für vorbildliches bürgerschaftliches Engagement.
Bei der Volksabstimmung zu Stuttgart 21 im Jahr 2011 gehörte er zu den leitenden Organisatoren der Landeskampagne für ein Ja zum Ausstieg aus Stuttgart 21. Er war an etwa 500 Bürgerbegehren und Bürgerentscheiden als Berater von Bürgerinitiativen oder Kommunalverwaltungen beteiligt und gilt als ausgewiesener Experte auf diesem Gebiet. Bei zahlreichen Bürgerbegehren fungierte er als Vertrauensperson (z. B. in Heidelberg 2020 zum Standort des Landesankunftszentrums für Geflüchtete, in Stuttgart 2021 zur Durchführung des Klimaschutz-Bürgerrats, in Hirschberg an der Bergstraße 2020 und Wilhelmsfeld 2021 gegen die Bebauung von Grünflächen), als Moderator von Bürgerversammlungen oder er intervenierte durch Stellungnahmen. An mehreren Gesetzgebungsverfahren zu den gesetzlichen Grundlagen von Bürgerbeteiligung wirkte er durch Gutachten und Anhörungen mit. In der Hochschullehre führt er regelmäßig Seminare und Exkursionen zum politischen System der Schweiz durch.

## Veröffentlichungen
- Revised elements and light curve for LS Del. In: Information Bulletin on Variable Stars No. 3406, Budapest 1989.
- New results on the high amplitude Delta Scuti star BE Lyn. In: Information Bulletin on Variable Stars No. 3791, Budapest 1992.
- Geburtshelfer Mond? Zum paranormalen Überzeugungssystem des Lunatismus und seiner empirischen Überprüfung. In: Skeptiker. 8, 1995, S. 7–14 und 51–57.
- mit T. Klein: Regionale Disparitäten und Konfessionswechsel als Ursache konfessioneller Homogamie. In: Kölner Zeitschrift für Soziologie und Sozialpsychologie. 48, 1996, S. 96.
- mit T. Klein: Altenheimbewohner in Deutschland: Sozialstrukturelle Charakteristika und die Wahl des Heims. In: Zeitschrift für Gerontologie und Geriatrie. 30, 1997, S. 54–67.
- mit Dieter B. Herrmann: Astronomisches Wissen und astrologischer Glaube – gibt es Zusammenhänge? In: Sterne und Weltraum. 37, 1998, S. 732–735.
- On the relationship between urbanisation and the spread of popular belief systems. In: Correlation. 20 (1), 2001, S. 37.
- Die Wahrnehmung der Struktur der deutschsprachigen UFO-Szene: eine multidimensionale Skalierung von Expertenurteilen. In: Zeitschrift für Anomalistik. 1, 2001, S. 75.
- mit Michael Schardtmüller: Moduliert der Mond die perioperative Blutungsgefahr und andere Komplikationsrisiken im Umfeld von chirurgischen Eingriffen? In: Zeitschrift für Anomalistik. 2, 2002, S. 91–108.
- Erfahrung, Wissen, Glaube – ihr Beziehungsgeflecht bezüglich der Astrologie. In: Zeitschrift für Anomalistik. 2, 2002, S. 275–287.
- Self-attribution, sun-sign traits, and the alleged role of favorableness as a moderator variable: Long-term effect or artefact? In: Personality and Individual Differences. 35, 2003, S. 1783.
- Die Folgen von „Freitag, dem 13.“ auf das Unfallgeschehen in Deutschland. In: Zeitschrift für Anomalistik. 3, 2003, S. 47–55.
- Das Wünschelrutenexperiment des Hans von Zeppelin. Ein Evaluierungsbericht. In: Zeitschrift für Anomalistik. 3, 2003, S. 231–250.
- Was geschieht in Deutschland mit der Religion? In: Berichte zur deutschen Landeskunde. 78, 2004, S. 167.
- UFO-Sichtungserfahrungen als potenzielle Begegnungen mit maximal Fremden. Einige wissenssoziologische Überlegungen. In: M. Schetsche (Hrsg.): Der maximal Fremde. Begegnungen mit dem Nichtmenschlichen und die Grenzen des Verstehens. Ergon-Verlag, Würzburg 2004, S. 57–74.
- Religion in der postkonfessionellen Gesellschaft. Franz Steiner Verlag, Stuttgart 2005, ISBN 3-515-08772-9.
- Die Welt der Astrologen. In: Astronomie heute Juni. 2005, S. 22–29.
- mit Haiko Lietz, Matteo Leone und Jochen Ickinger: Die Diskussion um UFOs aus natur- und sozialwissenschaftlicher Perspektive. Gesellschaft für Anomalistik, Heidelberg 2006, ISBN 3-937361-07-3.
- Religionen – Schmieröl im Kampf der Kulturen? In: Geographie und Schule. 28, 2006, S. 15–19.
- Thesen und Argumente zur Astrologie. Gesellschaft für Anomalistik, 2007.
- Grenzgänger zwischen säkularen und religiösen Welten: Außerirdische als rationalisierte Engel. In: M. Ebertz (Hrsg.): Engel unter uns. Soziologische und theologische Miniaturen. Verlag Königshausen & Neumann, Würzburg 2008, S. 179–187.
- Konflikte um Realitätskonstruktionen zu regionalen Landschaftselementen am Beispiel der Kontroverse um die Deutung des Tüttensees im Chiemgau als Meteoriten-Impakt. In: Zeitschrift für Anomalistik 17, 2017, S. 261–276.
- Bürger-Handbuch zur erfolgreichen Durchführung von Bürgerbegehren und Bürgerentscheiden. Mehr Demokratie e. V., Stuttgart 2017.
- Investigations on the nature of 6 suspected or hardly known variables in Equuleus. In: Open European Journal on Variable Stars No. 195, 2019.
- Soziale Milieus. Ein pragmatischer Ansatz zur Verortung sozialer Milieus basierend auf statistischen Daten. In: RaumPlanung 204, 2019, S. 64–68.
- Das Skeptiker-Syndrom. In: Zeitschrift für Anomalistik 21, 2021, S. 69–85.
- Das Skeptiker-Syndrom im Rückblick: 22 Jahre später. In: Zeitschrift für Anomalistik 21, 2021, S. 86–96.
- A 9-year Blazhko modulation period in V Equulei – the longest Blazhko period discovered yet in RR Lyrae stars In: BAV Rundbrief 70, 2021, S. 1–20.
- Ausblick auf die VI. Kirchenmitgliedschaftsuntersuchung der EKD im Herbst 2022. In: G. Lämmlin (Hesg.): Zukunftsaussichten für die Kirchen. Beiträge zum 90. Geburtstag von Karl-Fritz Daiber. Nomos Verlag, Baden-Baden 2022, S. 275–280.

als Herausgeber:
- Thesen und Argumente zur Astrologie. Gesellschaft für Anomalistik, Heidelberg 2007, ISBN 978-3-937361-08-6.
- mit Peter Meusburger, Michael Welker u. a.: Clashes of Knowledge. Orthodoxies and Heterodoxies in Science and Religion. Springer, Dordrecht 2008, ISBN 978-1-4020-5554-6.
- mit Peter Meusburger, Joachim Funke u. a.: Milieus of Creativity. An Interdisciplinary Approach to Spatiality of Creativity. Springer, Dordrecht 2009, ISBN 978-1-4020-9876-5.
- mit Peter Meusburger, Michael Heffernan u. a.: Cultural Memories. Springer, Dordrecht 2011, ISBN 978-90-481-8944-1.